# Johanna Hagn
Johanna Hagn (* 27. Januar 1973 in Wolfratshausen, Bayern) ist eine deutsche Judoka.

## Vereine
Ihre Vereine waren unter anderem ASG Elsdorf, SC Beuerberg und TSV München-Großhadern. Beim SC Beuerberg begann sie ihre Judo Karriere unter dem Trainer Kurt Polzer, der auch Florian Wanner trainierte. Seit dem 6. Oktober 1993 ist sie dort auch Ehrenmitglied. Im Jahr 2001 gab sie den Leistungssport auf und wechselte auf die Trainerbank. Zunächst fungiert sie als Bundestrainerin für die weibliche Jugend U17. Nebenbei begann sie in Köln ein Studium zur Diplomtrainerin. Im Jahr 2003 übernahm sie in Köln eine Stelle als Assistenz-Bundestrainerin bei der Sportfördergruppe der Bundeswehr, Abteilung Judo.
1993, kurz vor der Weltmeisterschaft in Hamilton, hatte sie noch den 1. Kyū (brauner Gürtel). Da bei Weltmeisterschaften immer nur Dan Träger startberechtigt waren, wurde ihr kurzerhand der 1. Dan durch den Deutschen Judo-Bund verliehen. Heute hat Johanna Hagn den 4. Dan. Bei den Olympischen Sommerspielen 1996 gewann sie eine Bronzemedaille. Für diesen Erfolg verlieh ihr der Bundespräsident – wie allen Medaillengewinnern – das Silberne Lorbeerblatt.

## Erfolge als aktive Judoka
Im Folgenden finden sich chronologisch die größten nationalen und internationalen Erfolge von Johanna Hagn:
- 1993 – Weltmeisterin in Hamilton Kanada bis 72 kg gegen Noniko Anno durch O-Uchi-Gari
- 1993 – Deutsche Meisterin in Hamm bis 72 kg
- 1995 – Deutsche Meisterin in Karlsruhe bis 72 kg
- 1996 – Dritte bei Olympia in Atlanta bis 72 kg
- 1996 – Vize-Europameisterin Den Haag bis 72 kg
- 1997 – Deutsche Meisterin Herne bis 72 kg
- 1997 – Europameisterin in Ostende bis 72 kg
- 2000 – Dritte bei den Europameisterschaften in Breslau bis 78 kg

## Erfolge in der Mannschaft
Im Folgenden finden sich chronologisch ihre größten internationalen Erfolge mit der Mannschaft:
- 1993 – Dritte bei der Teameuropameisterschaft in Frankfurt (Oder)
- 1995 – Dritte bei der Teameuropameisterschaft in Trnava Slowakei
- 1998 – Zweite bei der Teameuropameisterschaft in Villach Österreich